# Изола Гварнијери (Милано)
Изола Гварнијери је насеље у Италији у округу Милано, региону Ломбардија.
Према процени из 2011. у насељу је живело 15 становника. Насеље се налази на надморској висини од 141 м.